# Puerto Rico Open 1987
Il Puerto Rico Open 1987 è stato un torneo di tennis giocato sul cemento. È stata la 5ª edizione del torneo, che fa parte del Virginia Slims World Championship Series 1987. Si è giocato a San Juan, in Porto Rico, dal 12 al 18 ottobre 1987.

## Campionesse

### Singolare
Stephanie Rehe ha battuto in finale  Camille Benjamin con il punteggio di 7–5, 7–6(4)

### Doppio
Lise Gregory /  Ronni Reis hanno battuto in finale  Cammy MacGregor /  Cynthia MacGregor con il punteggio di 7–5, 7–5